# Lygisaurus aeratus
Lygisaurus aeratus — вид сцинкоподібних ящірок родини сцинкових (Scincidae). Ендемік Австралії.

## Поширення і екологія
Lygisaurus aeratus мешкають на північному сході Квінсленду, від острова Принца Уельського на південь до Таунсвілля, переважно в прибережних районах. Вони живуть в тропічних лісах, на луках і саванах, серед скельних виступів, у лісовій підстилці.